# Donny Osmond
Donald Clark „Donny” Osmond (ur. 9 grudnia 1957 w Ogden w stanie Utah) – amerykański piosenkarz, muzyk, aktor, tancerz, osobowość radiowa, a także gospodarz programów telewizyjnych (głównie typu talk-show), producent muzyczny i autor. Na początku lat 70. był znanym w USA idolem nastolatek. Występował solo, w duecie z siostrą Marie i z zespołem The Osmonds.
Od 21 września 2009 do 24 listopada 2009 roku brał udział w programie Dancing with the Stars, gdzie jego partnerką była Kym Johanson. Zdobyli 1. miejsce (spośród 16 uczestników).